# Андреа Спендоліні-Сіріє
Андреа Спендоліні-Сіріє (англ. Andrea Spendolini-Sirieix, 11 вересня 2004) — британська стрибунка у воду. Бронзова призерка Олімпійських ігор 2024 року.